# Avenida Intercomunal de El Valle
Avenida Intercomunal de El Valle (también escrito Avenida Intercomunal del Valle) es el nombre que recibe una arteria vial localizada en las Parroquias Coche y El Valle del Municipio Libertador al Oeste del Distrito Metropolitano de Caracas y al centro norte del país sudamericano de Venezuela. Recibe su nombre por la parroquia El Valle (que también incluyó antes a Coche).

## Descripción
Se trata de una vía de transporte que conecta la Avenida Nueva Granada y el Distribuidor de La Bandera (Autopista Valle-Coche) con la Calle Al Poliedro y la Carretera a La Mariposa. En su recorrido también está vinculada con el distribuidor La Gaviota, la Calle Zea, Calle 3, Avenida Guzmán Blanco (Coche), Carretera Panamericana, Calle 14, Calle 11 10 08, 7, Calle Real de los Jardines de El Valle, Calle Palmar, Calle Matanza, Calle Zamora, Calle Anzoátegui, Calle Cajigal, Calle Miranda, Calle Baruta, Avenida Principal de San Antonio, entre otras.

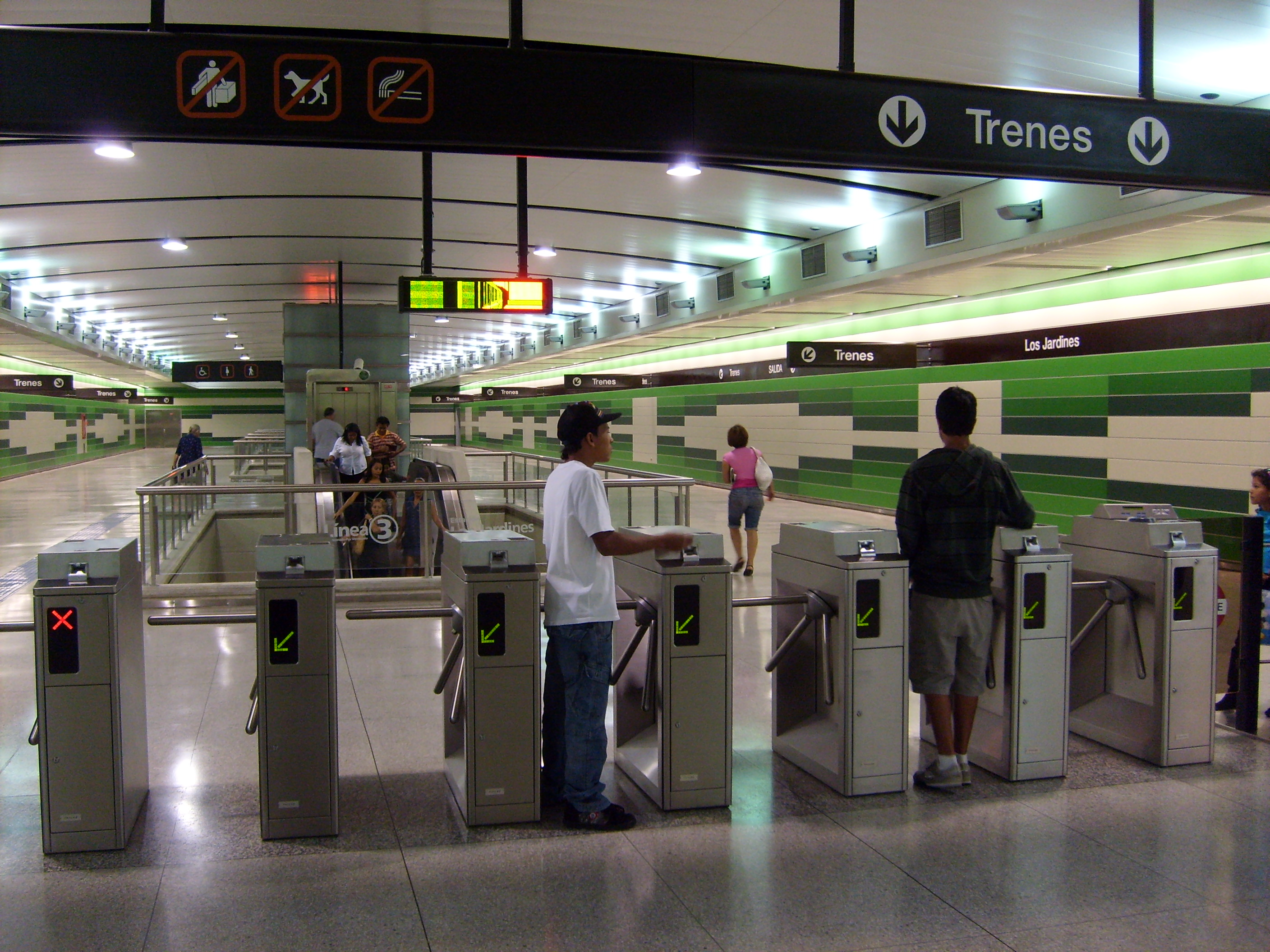
Estación Los Jardines al lado de la Avenida

Destacan en sus alrededores la Plaza Cecilia Pimentel, la Plaza Bolívar de El Valle, Centro Comercial El Valle, el Liceo "José Ávalos", el Hospital Materno Infantil del Valle (Hugo Chávez), la estación Jardines del Metro de Caracas, la Universidad Simón Rodríguez, el Liceo "Fray Pedro de Agreda", el CDI "Dr. Alcides Rodríguez", la UEN "Pedro Emilio Coll", el Centro Comercial de Coche, los Bloques de La Rinconada, el Hospital Periférico de Coche, la Iglesia de Nuestra Señora de la Luz, el Colegio Fe y Alegría La Rinconada, la Escuela Venezolana de Planificación, entre otros.